# Lauda (korporacja)
Lauda (korporacja) – polska korporacja akademicka skupiająca mężczyzn.

## Historia
Powstała w grudniu 1927 roku. 3 maja 1928 roku Senat Uniwersytetu Litewskiego w Kownie zarejestrował statut K!Lauda. Po 1930 roku działała w ramach Uniwersytetu Witolda Wielkiego. Córka korporacyjna K! Arkonia. Nazwa nawiązuje do położonego nad rzeką Laudą historycznego regionu Litwy, ojczyzny szlachty zaściankowej słynnej dzięki powieści Potop Henryka Sienkiewicza. Celem Laudy, oprócz typowych dla korporacji: wzajemnej przyjaźni, doskonalenia charakteru i postaw obywatelskich oraz patriotycznych, przestrzeganie właściwego zachowania i postępowania honorowego, było zachowanie i promowanie kultury polskiej na ziemiach litewskich, które po 1918 r. znalazły się poza granicami Rzeczypospolitej.
Zjazd założycielski korporacji odbył się 17 czerwca 1928 roku. Tytuły filistrów nadano 39 filistrom K!Arkonia zamieszkałym na Litwie. Później godność filistrów honorowych nadano liderom środowisk polskich Kazimierzowi Janczewskiemu i Eugeniuszowi Römerowi. Nadano barwy założycielom: pierwszym prezesem K!Lauda został kol. Władysław Stomma, wiceprezesem kol. Stanisław Mikulicz-Radecki, a sekretarzem kol. Czesław Galiński. Dzień później do korporacji przyjęto pierwszych trzech kandydatów.
Lauda działała legalnie do stycznia 1938 roku, kiedy Senat Uniwersytetu Litewskiego w Kownie oficjalnie zawiesił jej działalność. Korporacja działała jednak nadal przyjmując fuksów. W 1938 roku 17 osobowa delegacja Laudy wzięła udział w uroczystościach 110-lecia Konwentu Polonia w Wilnie. W 1940 roku zawieszono działalność. Po wojnie, w 1958 roku odbył się pierwszy powojenny komersz. W latach PRL Lauda nie mogła prowadzić normalnej działalności i przyjmować fuksów. W maju odbywały się regularnie spotkania filistrów z całego kraju dla uczczenia święta korporacji.
W 2009 roku za zgodą ostatnich żyjących Filistrów K!Lauda rozpoczęły się prace nad pełną reaktywacją K!Lauda w Trójmieście przez Konwent Polonia. 5 lutego 2010 roku przyjęto pierwszych od 70 lat fuksów, a 12 czerwca 2010 roku czterech fuksów stało się barwiarzami, czyli otrzymało pełne prawa członkowskie. Tego samego dnia zwołano Koło i wybrano pierwszy skład prezydium czynnej korporacji.

## Symbolika
Herb korporacji: Tarcza trójdzielna w skos. Na pasie górnym, granatowym gwiazda sześciopromienna, złota - symbol wierności ideałom. Na pasie środkowym - cyrkiel korporacyjny. Na pasie dolnym, czerwonym - klucz złoty oznaczający braterstwo. Nad tarczą hełm w koronie. W klejnocie 2 skrzydła. Pod tarczą wstęga z dewizą korporacji „Fraternitas et veritas” - „Braterstwo i prawda”.

## Hymn
II Oficjalną pieśnią korporacji jest „Gdzie rzeka Lauda wstęgą...” autorstwa Konstantego Plater-Zyberka (na melodię III pieśni oficjalnej Arkonii „Od brzegów Rugii sławnej...”). Hymn (I oficjalna pieśń) rozpoczyna się od słów „Niech z setki młodych piersi głos w potężny chór zapieje” i jest wzorowany na hymnie K! Arkonia.

## Laudanie
Do najwybitniejszych spośród blisko 100 członków korporacji od 1928 r. należeli:
- Kazimierz Janczewski, (1878–1958) – działacz społeczny i gospodarczy, jeden z liderów mniejszości polskiej na Litwie Kowieńskiej, wieloletni radny Kowna, przewodniczący Rady Miejskiej w 1925,
- Konrad Łapin, (1915–2009) – pisarz, poeta, radiowiec,
- Konstanty ks. Radziwiłł, (1873–1945?) – ziemianin, polityk konserwatywny
- Zygmunt Ugiański, (1906–1972) – działacz społeczno-polityczny na Litwie Kowieńskiej, wydawca i dziennikarz, żołnierz ZWZ-AK

## Lauda w Krakowie
Kowieńskiej Laudy nie należy mylić z zupełnie inną, krakowską korporacją akademicką o tej samej nazwie. Powstała w 1924 r. Przyjęta do Związku Polskich Korporacji Akademickich z datą starszeństwa 22 lipca 1924 r. Barwy: granatowa – złota – zielona. Dewiza: „Patria amicitiaque”, („Ojczyzna i przyjaźń”). Działała w Krakowie do 1939 r. Nie została reaktywowana.